# Ferrovienord
Ferrovienord, anciennement Ferrovie Nord Milano Esercizio (FNME), est une société par actions italienne spécialisée dans la gestion d'un réseau ferroviaire régional en Lombardie et à Milan.
C'est une filiale contrôlée à 100% par Ferrovie Nord Milano (FNM), elle gère l'infrastructure du réseau propriété de sa maison mère, environ 300 kilomètres de voie ferrée et 120 gares, où elle assure l'entretien et la modernisation des installations ainsi que la gestion de la circulation des trains.

## Histoire

### Ferrovie Nord Milano Esercizio (1985-2006)
La société est créée en 1985 sous le nom de Ferrovie Nord Milano Esercizio (FNME) pour prendre en charge la gestion des infrastructures du réseau et la circulation des trains auparavant effectuées par Ferrovie Nord Milano qui se transforme en société holding après l'entrée de la région lombarde dans son capital. Le réseau s'agrandit en 1985, avec l'ajout de la ligne de Brescia à Iseo et Edolo.
En 2002, FNME gère 327 kilomètres de voies ferrées et 500 trains (par jour) et transporte 50 millions de voyageurs chaque année, ce qui fait que le réseau de Lombardie est considéré comme « le plus performant d'Europe ».
En 2004, la maison mère FNM se réorganise pour être en accord avec le principe de la séparation entre la gestion de l'infrastructure et son exploitation, préconisé par la Politique européenne des transports ferroviaires. L'exploitation du transport des voyageurs est transférée à une nouvelle filiale dénommée Ferrovie Nord Milano Transporti et le transport des marchandises à Ferrovie Nord Cargo.

### Ferrovienord (2006-...)
Afin de clarifier son image et la compréhension de ses services, le groupe renomme ses filiales le 29 avril 2006 : Ferrovie Nord Milano Esercizio devient Ferrovienord et Ferrovie Nord Milano Transporti devient Lenord.

## Infrastructure ferroviaire
Il comprend plus de 300 kilomètres de voies ferrées et 120 gares réparties sur cinq lignes situées dans le nord de Milan sur le territoire des provinces de Milan, Varèse, Côme, Novare et Brescia.

### Réseau
Le réseau ferroviaire est divisé en deux entités : le réseau de Milan et le réseau d'Iseo.
Le réseau de Milan est composé de lignes électrifiées : la Ligne de Milan à Asso (50 km), comprend l'embranchement de Seveso à Camnago, Ligne de Milan à Saronno (21,15 km), Ligne de Novare à Seregno (55 km), avec la courte (12 km) ligne de Busto-Arsizio à Malpensa-Aeroporto, Ligne de Sarono à Côme (24,6 km) et Ligne de Saronno à Laveno (51,1 km), et d'une ligne touristique non électrifiée entre Malnate-Olona et Stato.
Le réseau d'Iseo est composé de lignes non électrifiées : Ligne de Brescia à Edolo et ligne de Rovato à Iseo.

## Activités
La société est le gestionnaire de l'infrastructure, elle doit exercer son activité dans le respect de la sécurité et la concurrence entre opérateurs. Elle est responsable de la sécurité des circulations et de l'entretien et du renouvellement de l'infrastructure ferroviaire, cela comprend également l'entretien des gares et les informations aux voyageurs. Elle doit exercer ses activités en assurant un service minimum pour les usagers, suivant les prescriptions de la région de Lombardie.
Pour la sécurité elle doit agir en conformité avec le ministère des Transports. C'est elle qui délivre les certifications aux entreprises ferroviaires. Elle est responsable de la planification des circulations. Dans le respect de la transparence et des besoins de transports publics définis par la région, elle organise la répartition entre les entreprises ferroviaires candidates. Ces entreprises doivent faire leur demande au moins huit mois avant les dates prévues de circulation.